# Csizmár Gábor
Csizmár Gábor (Budapest, 1954. szeptember 27. –) magyar politikus, országgyűlési képviselő.

## Életpályája
Általános és középiskolai tanulmányait Budapesten végezte el. 1973-ban érettségizett a Landler Jenő Gép- és Híradásipari Szakközépiskola számítástechnika szakán. 1974–1978 között a Kandó Kálmán Műszaki Főiskola hallgatója volt. 1979–1981 között sorkatonai szolgálatot teljesített Budapesten.
1978–1987 között a KISZ Budapesti Bizottságának munkatársa, 1982–1983 között a KISZ IV. kerületi bizottság titkára volt. 1983–1987 között a Magyar Úttörők Szövetségének Budapesti Elnökségének elnöke volt. 1985–1989 között az MSZMP Politikai Főiskolájának politikai szociológia szakos hallgatója volt. 1987–1989 között az MSZMP Budapesti Bizottsága osztályvezető-helyettese volt. 1989–1991 között a Fővárosi Tanács illetve a Főpolgármesteri Hivatal Társadalompolitikai Titkárságának vezetője volt. 1991–1994 között az Esély Budapest Alapítvány titkáraként dolgozott. 1991-től szerkesztette az Önkormányzati Képviselők Közlönyét. 1994-től az Orvosok, Gyógyszerészek Közlönyét szerkesztette.
1978–1989 között az MSZMP tagja volt. 1989 óta az MSZP tagja. 1990-ben országgyűlésiképviselő-jelölt volt. 1990–1992 között, valamint 1998–2003 között IV. kerületi elnök. 1991–1992 között a budapesti párttanács tagja volt. 1991–1992 között és 1994–1998 között az országos választmány tagja volt.  1997–1998 között az MSZP országos ügyvivője volt.1992–1994 között a Budapesti Nonprofit Iroda vezetőjeként tevékenykedett. 1990–1994 között önkormányzati képviselő Újpesten (Budapest, IV. kerület). 1994–2010 között országgyűlési képviselő (Budapest, IV. kerület) volt. 1994–1998 között az oktatási, tudományos, ifjúsági és sportbizottság tagja volt. 1998–2002 között az ifjúsági és sportbizottság, valamint az oktatási és tudományos bizottság tagja volt. 2002–2004 között a Foglalkoztatáspolitikai és Munkaügyi Minisztérium politikai államtitkára, 2004–2006 között minisztere volt. Ezt követően 2006–2008 között szociális és munkaügyi államtitkár, 2008–2009 között a Miniszterelnöki Hivatal államtitkára, 2009–2010 között a társadalompolitika összehangolásáért felelős tárca nélküli miniszter államtitkára volt.

## Családja
Szülei: Csizmár Gyula (1924–1989) és Zagler Etelka (1926–2018) voltak. Bátyja, Csizmár Gyula (1949–) Ybl Miklós-díjas építészmérnök. Felesége, Erdődi Katalin volt. Két gyermekük született: Kata (1979) és Panna (1982).

## Díjai, elismerései
- A Munka Érdemrend ezüst fokozata (1987)